# 竿竹商法
竿竹商法（さおだけしょうほう）とは、竿竹を積載した自動車で住宅地などを巡回し、客の求めに応じて竿竹を販売する商法。

## 概要
従来より、自動車で巡回販売しているため販売者について知ることができず、購入後に商品の不具合に気が付いても苦情を言ったり交換して貰えないなどの問題があった。また、客から販売者を呼び止める形式のため、クーリングオフ制度が適用されず消費者保護の点での問題もある。近年では、安価な値段を提示し購入を呼びかけるものの、客が実際に声を掛けると法外な価格での購入を迫る恐喝まがいの事案が各地で多発するなど、社会問題となっている。